# 랜드 오브 배드
《랜드 오브 배드》(영어: Land of Bad)는 2024년 개봉한 미국의 전쟁, 액션 영화이다.

## 출연진

### 주연
- 러셀 크로 - 리퍼 역
- 리암 헴스워스 - 키니 역
- 루크 헴스워스 - 아벨 역

### 조연
- 리키 휘틀 - 비숍 역
- 마일로 벤티미글리아 - 슈가 역
- 치카 이코그웨 - 니아 브랜슨 역
- 다니엘 맥퍼슨 - 듀스 패켓 역
- 로버트 라비아 - 하시미 사이드 역
- 잭 핀스터러 - 빅터 페트로프 역

## 기타
- 수입 :  퍼스트 런